# 杰兰特·托马斯
杰兰特·霍韦尔·托马斯，OBE（威爾斯語發音：[ˈɡɛraint]，1986年5月25日—）生于威爾斯卡地夫，是一名英国男子自行车运动员，現代自行車手中少數於公路車賽與場地車賽中都能贏得獎牌的菁英車手。目前效力于英力士掷弹兵。

## 運動員生涯
托马斯在10岁时开始接触自行车，他的第一个竞赛用自行车是一个蓝色的捷安特。2007年，他完成了其环法自行车赛首秀。托马斯早期的成功主要来自于场地自行车，他曾参加2008年北京奥运和2012年伦敦奥运的场地自行车赛，两届奥运都获得了男子团体追逐赛的金牌。后来他将最主要的精力放在公路自行车赛上，在2016年里约奥运，他参加公路自行车赛，获得公路赛第11名和个人计时赛第9名。2018年，他在环法自行车赛上获得总冠军，成为历史上第一位获得环法总冠军的威尔士人。

## 延伸阅读
- Thomas, Geraint. . London: Hachette. 2015  [2019-07-10]. ISBN 978-1-7842-9639-1. （原始内容存档于2017-03-13）.